# Roscoe Carlyle Buley
Roscoe Carlyle Buley (8 juillet 1893 à Georgetown dans l'Indiana - 25 avril 1968 à Indianapolis, Indiana) est un historien et pédagogue américain.

## Biographie
Fils de David M. Buley – un professeur d'école originaire de l'Indiana – et de Nora (Keithley) Buley, Roscoe Carlyle Buley est diplômé de la Vincennes Lincoln High School en 1910. Il a reçu son bachelor en 1914 et son master en 1916 à l'université de l'Indiana.
Pendant la Première Guerre mondiale, il passe une année dans l'US Army Signal Corps. Il épouse Esther Giles (1898-1921) à son retour aux États-Unis, en 1919. Après la mort  de cette dernière en 1921, il épouse Evelyn Barnett (14 janvier 1904 – 28 février 1989). Il enseigne l'histoire dans le secondaire, à Delphes et à Muncie, Indiana, et à Springfield, dans l'Illinois, avant de recevoir son doctorat, à l'université de Wisconsin–Madison en 1925.
Entre 1925 et 1964, Roscoe Carlyle Buley est professeur d'histoire à l'université de l'Indiana, devenant professeur émérite en 1964. il meurt le 25 avril 1968, à l'âge de 74 ans.

## Récompenses
Il remporte le prix Pulitzer d'histoire en 1951 pour son ouvrage en deux volumes intitulé de The Old Northwest: Pioneer Period 1815–1840.
Il obtient aussi le prix Elizur Wright pour The American Life Convention, 1906-1952: Study in the History of Life Insurance publié en 1953.